# Пифитрин
Пифитрин-альфа (2-(2-имино-4,5,6,7-тетаргидробензотиазол-3-ил)-1-p-толилэтанон гидробромид; англ. Pifithrin-α) — химическое соединение, бензотиазол, ингибитор фактора транскрипции p53.

## Характеристика
Пифитрин представляет собой вещество белого цвета, растворим в диметилсульфоксиде до концентрации 20 мг/мл. Температура плавления — 192,1—192,5 °C.

## Ингибирование p53
Соединение было выбрано из 10 тыс. соединений на основании его ингибиторных свойств по отношению к одному из основных факторов транскрипции клеточного ответа на стресс p53. Пифитрин инактивировал p53 и защищал кардиомиоциты от апоптоза, индуцированного доксорубицином и предотвращал апоптоз нормальных клеток при химио- и радиационной терапии опухоли. Механизм действия пифитрина неизвестен.
Пифитрин был открыт в 1999 году. На протяжении долгого времени являлся единственным известным ингибитором p53. В 2011 году был синтезирован другой сильный ингибитор p53 ишемин (англ. ischemin).